# Флаг Староладожского сельского поселения
Флаг муниципального образования «Староладожское сельское поселение» Волховского муниципального района Ленинградской области Российской Федерации является официальным символом муниципального образования.
Флаг и герб муниципального образования утверждены 20 ноября 2007 года решением Совета депутатов муниципального образования «Староладожское сельское поселение». Флаг внесён в Государственный геральдический регистр Российской Федерации с присвоением регистрационного номера 3646, герб — 3645.

## История
Старейшим ладожским гербом является герб для ладожских полков из гербовника Б. К. Миниха (1730-е годы): «Ладожской — шлюза, ворота золотые, стены красныя; поле лазоревое». Герб изображён также на ротном знамени батальона Ладожского канала 1735 года.
К 1250-летию села Старая Ладога (2003 год) был создан юбилейный флаг (изображён на сайте Ленинградской области).
В слое второй четверти X века на Земляном городище Старой Ладоги в 2008 году археологи обнаружили форму для отливки пластины, на которой был изображён сокол «в геральдической позе». По предположению археолога А. Н. Кирпичникова, этот предмет является прикладной государственной печатью с эмблемой рода Рюриковичей. В декабре 2007 года — за полгода до данной археологической находки был официально утвержден герб Староладожского сельского поселения с изображением сокола, падающего в атаке. По мнению Кирпичникова, археологическая находка, таким образом, подтвердила обоснованность современной официальной символики.

## Описание
«Флаг муниципального образования „Староладожское сельское поселение“ Волховского муниципального района Ленинградской области представляет собой прямоугольное полотнище с отношением ширины флага к длине — 2:3, воспроизводящее композицию герба муниципального образования „Староладожское сельское поселение“ Волховского муниципального района Ленинградской области в малиновом и жёлтом цветах».
При этом геральдическое описание герба поселения гласит: «В пурпурном поле золотой сокол, летящий вниз, в столб».

## Обоснование символики
Символы муниципального образования составлены в соответствии с традициями и правилами геральдики и, по официальной точке зрения, «отражают исторические, культурные, социально — экономические и национальные традиции».
Согласно официальному обоснованию, «символ сокола олицетворяет на гербе и флаге славную историю Старой Ладоги, занявшую особое место в становлении русской государственности. С другой стороны, напоминает трезубец — родовой знак Рюриковичей». При этом фигура птицы признаётся в этом обосновании символом княжеской эмблемы, стилизацией атакующей птицы.
Сокол в геральдике — символ благородства, храбрости, ума, силы и красоты.
Малиновый цвет (пурпур) — символ власти, достоинства, славы и почёта.
Жёлтый цвет (золото) — символ благодати, урожая, богатства, величия божественного огня и солнечного света.
Согласно авторам флага и герба (К. С. Башкиров, В. В. Карпунина, С. Ю. Штейнбах), Старая Ладога занимает особое место в истории русской государственности, поскольку с ней связано летописное призвание варягов в 862 году. Сокол символизирует славную историю Старой Ладоги, а также отсылает к найденной археологами в Старой Ладоге бронзовой бляхе с изображением птицы и к трезубцу — знаку Рюриковичей. Трезубец представлен в символике Волховского района.
Авторы также отсылают к славянскому персонажу Рарогу, которого они называют «соколоподобным древнеславянским богом огня и света», культ которого, по их словам, был распространён преимущественно в западных областях славянского мира. Они отмечают, что «из этой общеславянской основы некоторыми исследователями и выводится имя основателя древне- и общерусской княжеской династии Рюрика». Отмечаются споры об основе родовых знаков Рюриковичей — был это трезубец (в ранних вариантах знак представлен двузубцем) или в основе лежит образ падающей, атакующей птицы.
Авторы указывают, что фигура сокола, «семантически родственная и интерпретированная в традициях великорусского герботворчества», по мнению исследователя А. Г. Силаева, является перспективной и приоритетной. Силаев является главным художником Гильдии геральдистов и армигеров при Обществе купцов и промышленников России, членом-корреспондентом Всероссийского геральдического общества. Он известен своим псевдонаучным подходом, в рамках которого выводит российскую геральдику из глубокой древности, приписывая ей свои особые правила (т. н. «русская геральдика» Силаева).